# Караева, Людмила Асланбековна
Людмила Асланбековна Караева (род. 9 августа 1953 года, с. Карман-Синдзикау, Дигорский район, Северо-Осетинская АССР, СССР) — советский и российский скульптор, член-корреспондент Российской академии художеств (2011).

## Биография
Родилась 9 августа 1953 года в селе Карман-Синдзикау Северо-Осетинской АССР.
В 1981 году — окончила Московский художественный институт имени В. И. Сурикова, мастерская скульптуры профессора Л. Е. Кербеля.
С 1983 года — член Союза художников СССР, России.
В 2011 году — избрана членом-корреспондентом Российской академии художеств от Отделения скульптуры.
С 1970 года — постоянный участник региональных, московских, всероссийских, зарубежных и международных выставок.
Лауреат всесоюзных, всероссийских и международных конкурсов по искусству станковой скульптуры.
Автор более 500 станковых произведений.
Основные станковые произведения: «Дриада» (1986), «Идущая под дождем» (1986), «Ноша» (1990), «Столп» (1991), «Сон» (1992), «Лежащая» (1992), «Сирена» (1993), «Интроверт II» (1995), «Отдых» (1997), «Спящая» (1997), «Железная леди» (1998), «Березка IV» (1999), (1999), «Торс» (1999), «Движение вперед» (1999), «Шаг за грань» (1999), «Elegance» (2000), «Боль» (2000), «Движение вверх» (2002), «Кариатида V» (2003), «Напряжение» (2005), «Интроверт V» (2005), «Кити» (2006), «Конь» (2014).

## Награды
- Заслуженный художник Республики Северная Осетия — Алания (2013)
- Гран При Международного конкурса (1998, Инсбрук, Австрия)
- Премия «Пальмарес — 2000» в номинации «Prix d,Art contemporary» Международного конкурса (2000, Париж, Франция)